# Roccia Nera
El Roccia Nera (en italiano), Rocher Noir (en francés) o Breithorn Schwarzfluh (en alemán) es una montaña de 4.075 m s. n. m. situada en los Alpes Peninos, en el grupo del Monte Rosa.
Se encuentra en la frontera entre Italia y Suiza, entre el monte Breithorn al oeste y el Pólux al este. Comúnmente está considerado como una cima del Breithorn. El monte domina la cabecera el valle de Ayas. Del monte desciende el gran glaciar de Verra. En la vertiente italiana, sobre un espolón rocoso, se ha colocado el Vivac Rossi e Volante. Roccia Nera no cumple el criterio topográfico para estar, en principio, entre los cuatromiles de los Alpes, pero se incluyó debido a que eran favorables los criterios morfológico (que tiene en cuenta la estructura compleja y el aspecto de una cima) y alpinístico (considera la importancia de una cumbre desde el punto de vista alpinístico, como nivel cualitativo de las vías que la alcanzan, o como valor histórico o de frecuentación). 
Es posible ascender a la cima desde el valle de Ayas partiendo desde el refugio Mezzalama o desde el refugio Guide d'Ayas. Alternativamente es posible partir del funicular que llega al refugio Guide del Cervino o desde aquel que llega al Pequeño Cervino.
Según la clasificación SOIUSA, la Roccia Nera pertenece:
- Gran parte: Alpes occidentales
- Gran sector: Alpes del noroeste
- Sección: Alpes Peninos
- Subsección: Alpes del Monte Rosa
- Supergrupo: Grupo del Monte Rosa
- Grupo: Cadena Breithorn-Lyskamm
- Código: I/B-9.III-A.1

## Enlaces externos

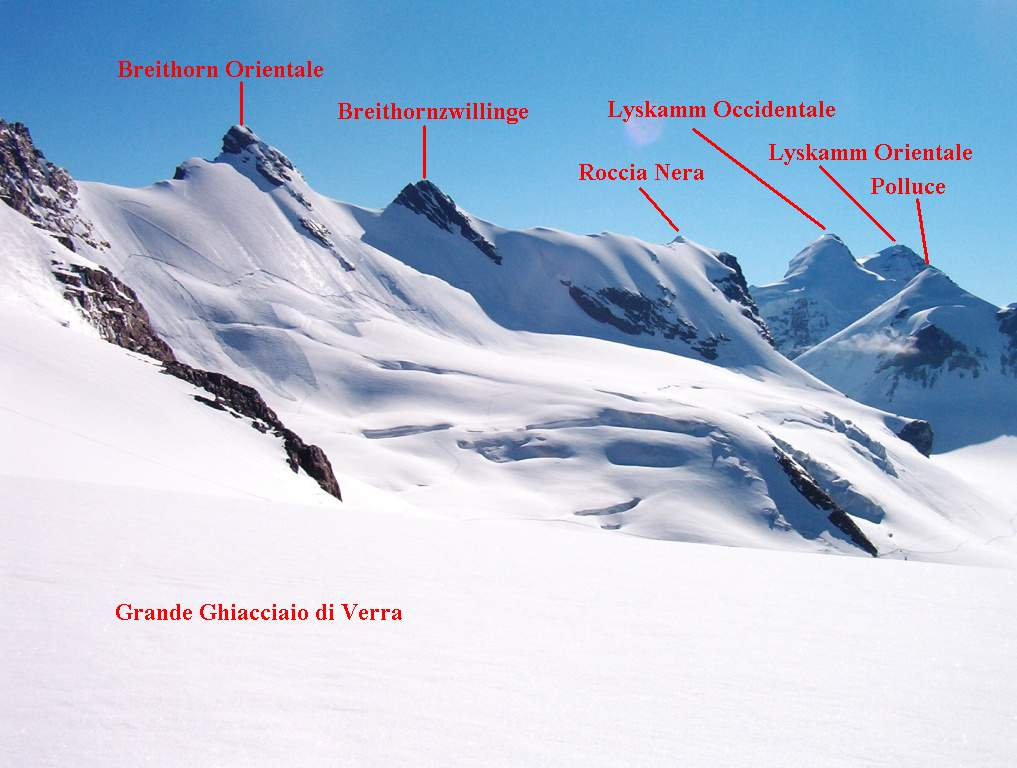
Fotografía con indicaciones de las diversas cimas.